# Fédération ibérique des jeunesses libertaires

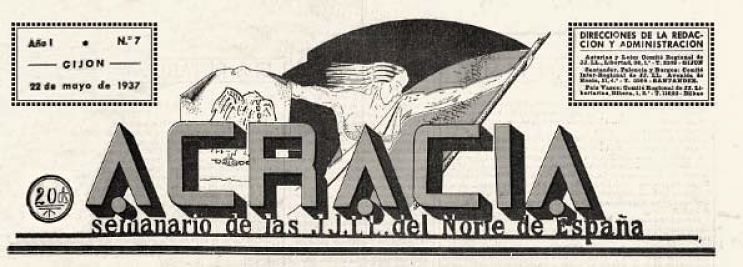
Acratia, journal de la Fédération ibérique des jeunesses libertaires du Nord (22 mai 1937).

Ruta, journal des Jeunesses Libertaires en France (numéro 269 du 19 novembre 1950).

Fondée en structure autonome, à Madrid en juin 1932 pendant la seconde République espagnole, la Federación Ibérica de Juventudes Libertarias ou FIJL (ou JJLL pour les fédérations locales), est le « mouvement de jeunesse » de la Confederación Nacional del Trabajo (CNT), organisation anarcho-syndicaliste fondée en 1910 à Barcelone. Ses membres sont connus sous le nom de Juventudes Libertarias (les Jeunesses libertaires).
Au début de 1936, la FIJL réunit 30 000 membres et 120 000 en février 1937. Pendant la révolution sociale espagnole de 1936, son secrétaire général est Fidel Miró i Solanes, ancien secrétaire de la région catalane.
En juillet 1937, la FIJL est l'une des trois composantes du Movimiento libertario (Mouvement libertaire), structure de coordination qui réunit outre la FIJL, la Confederación Nacional del Trabajo et la Federación Anarquista Ibérica (Fédération anarchiste ibérique) créée en 1927.
La FIJL publie, entre autres organes de presse en Espagne puis en exil en France, Juventud Libre (Madrid) et Ruta (Barcelone),.

## Histoire

### De la création à la fin de la guerre d'Espagne

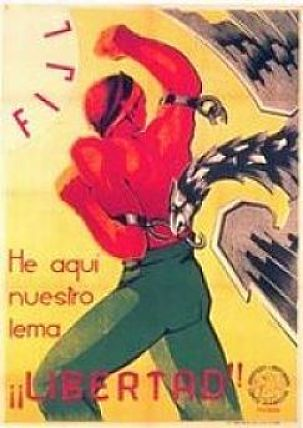
Affiche de la Fédération ibérique des jeunesses libertaires.

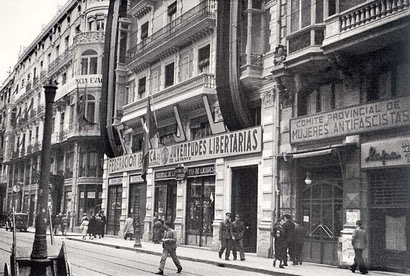
Local de la FIJL à Valence dans les années 1930.

Le congrès fondateur de la Fédération ibérique des jeunesses libertaires a lieu à Madrid du 22 au 24 juin 1932 avec principalement des délégations de ]Madrid, Barcelone, Valence et Grenade, avant que l’organisation ne s’étende à toute la péninsule ibérique.
C'est le groupe des jeunes madrilènes qui composent les premiers Comités péninsulaires. Les jeunes Catalans, se méfiant de ce qu'ils perçoivent comme une structure centralisée à Madrid, sont favorables à des groupes et fédérations plus autonomes, sans organe central. Ils refusent longtemps la dénomination de FIJL pour celle de Jeunesses Libertaires (JJLL). Le journal Ruta est l'organe officiel des Jeunesses Libertaires de Catalogne.
La FIJL est composée de plusieurs tendances qui divergent sur les relations à avoir avec la CNT et la FAI. Une première tendance affirme une indépendance totale vis-à-vis des deux organisations « mères ». Les deux autres penchent pour des liens plus étroits soit avec la FAI, soit avec la CNT. C'est finalement la première tendance qui l’emporte, jusqu’à l’été 1937, lorsque la fédération est progressivement contrôlée par la CNT-FAI.
En février 1937, à Valence, se tient son deuxième congrès.

### De 1945 à la chute du franquisme
Après la guerre d'Espagne, deux entités distinctes apparaissent. L'une, « internationale », dont le siège est à Paris, composée de réfugiés et exilés (Fédération internationale des jeunesses libertaires). L'autre, « locale », en l'Espagne, que la dictature franquiste réprime et est a ; elle fut refondée à plusieurs reprises.

### En France

Juventud Libre, journal des Jeunesses Libertaires en exil en France (25 juin 1947).

Ruta, le journal de la FIJL en exil est interdit de parution en France en février 1953. Il est remplacé par Juventud Libre (Jeunesse Libre) à son tour interdit en juin 1960.
Le 15 octobre 1963, le ministère de l'intérieur dissout l'organisation.

## Publications
- Centre International de Recherches sur l'Anarchisme (Lausanne) : notices bibliographiques.
- Fédération Ibérique des Jeunesses Libertaires (FIJL), Ni catalanistes ni espagnolistes, L’Albada Social, septembre 2012, [lire en ligne].

## Personnalités notables
- Étienne Roda-Gil[10].
- Pepita Carpeña[11]
- Joaquín Delgado[12]
- María Bruguera Pérez
- Federico Arcos
- Ángel Olivares Gallego